# Japoy Lizardo
John Paul Lizardo –conocido como Japoy Lizardo– (8 de junio de 1986) es un deportista filipino que compitió en taekwondo. Ganó una medalla en los Juegos Asiáticos de 2010, y cuatro medallas en el Campeonato Asiático de Taekwondo entre los años 2006 y 2012.

## Palmarés internacional
| Juegos Asiáticos    | Juegos Asiáticos             | Juegos Asiáticos  | Juegos Asiáticos |
| Año                 | Lugar                        | Medalla           | Categoría        |
| ------------------- | ---------------------------- | ----------------- | ---------------- |
| 2010                | Cantón (China)               | Medalla de bronce | –54 kg           |
| Campeonato Asiático |                              |                   |                  |
| Año                 | Lugar                        | Medalla           | Categoría        |
| 2006                | Bangkok (Tailandia)          | Medalla de plata  | –54 kg           |
| 2008                | Luoyang (China)              | Medalla de bronce | –54 kg           |
| 2010                | Astaná (Kazajistán)          | Medalla de plata  | –54 kg           |
| 2012                | Ciudad Ho Chi Minh (Vietnam) | Medalla de plata  | –54 kg           |